# George Davis (attore)
George Davis (Amsterdam, 7 novembre 1889 – Woodland Hills, 19 aprile 1965) è stato un attore olandese che, proveniente dal vaudeville, apparve in film francesi, tedeschi, italiani e statunitensi.

## Filmografia

### Cinema
- The Yellow Traffic, regia di Olaf Skavlan (1914)
- A Fool and His Friend, regia di William Wolbert - cortometraggio (1916)
- Out of the Fog, regia di Albert Capellani (1919)
- Senti, amore mio (The Three Ages), regia di Buster Keaton e Edward F. Cline (1923)
- La palla nº 13 (Sherlock Jr.), regia di Buster Keaton e Joseph M. Schenck (1924) - non accreditato
- His First Car, regia di William Goodrich (Roscoe 'Fatty' Arbuckle) - cortometraggio (1924)
- Never Again, regia di Al St. John - cortometraggio (1924)
- Stupid, But Brave, regia di William Goodrich (Roscoe 'Fatty' Arbuckle) - cortometraggio (1924)
- L'uomo che prende gli schiaffi (He Who Gets Slapped), regia di Victor Sjöström (1924)
- Sin Sister, regia di Charles Klein (1929)
- Volubilità (Strangers May Kiss), regia di George Fitzmaurice (1931)
- Kiki, regia di Sam Taylor (1931)
- Arsenio Lupin (Arsène Lupin), regia di Jack Conway (1932)
- Al di là delle tenebre (Magnificent Obsession), regia di John M. Stahl (1935)
- Charlie Chan e la città al buio (City in Darkness), regia di Herbert I. Leeds (1939)
- Canto d'amore (Song of Love), regia di Clarence Brown (1947)
- Innamorati dispettosi (The Lady Says No), regia di Frank Ross (1951)
- Tre americani a Parigi (So This Is Paris), regia di Richard Quine (1955)

### Televisione
- The Dick Powell Show – serie TV, episodio 1x11 (1961)